# Angelo Visconti
Angelo Visconti (Siena, 2 novembre 1829 – Roma, 4 agosto 1861) è stato un pittore italiano.

## Biografia
Era figlio di Francesco, un medico, e di Maddalena Donatelli. Fin da piccolo frequentò il Convitto Tolomei ed in seguito, all'età di 13 anni, venne iscritto all'Istituto d'Arte di Siena sotto la guida, dal 1845, del pittore Francesco Nenci, il cui stile era improntato al neoclassicismo. Con l'arrivo alla direzione dell'Istituto del purista Luigi Mussini, anche Visconti sentì il desiderio di ridefinire le proprie linee di pensiero intorno alla propria arte, divenendone in breve tempo un allievo cui lo stesso Mussini guardava con favore.
La Società esecutori di pie disposizioni di Siena elargì a Visconti nel 1855 il cosiddetto "Alunnato Biringucci", una borsa di studio della durata di tre anni a Roma per perfezionare la propria formazione artistica. Marcello Biringucci, deceduto nel 1727, designò tre anni prima della sua scomparsa, la Compagnia dei Disciplinati, che all'epoca si trovava presso il Santa Maria della Scala, ad elargire un sostegno economico del suo cospicuo lascito testamentario, verso giovani artisti senesi per formarsi presso città sia italiane che europee. Tra coloro che ne usufruirono possiamo citare Amos Cassioli, Arturo Viligiardi, Pietro Aldi, Cesare Maccari, Umberto Giunti, oltre al Visconti, il quale chiese di ritardare la partenza di un anno.
Di carattere incostante, Visconti si recò dapprima a Firenze, dove entrò in contatto con vari artisti che gravitavano attorno al Caffè Michelangiolo, e quindi ottenne la possibilità di realizzare un San Luigi Gonzaga per la Chiesa di Santa Maria del Soccorso di Livorno, che espose a Firenze nel 1858 assieme al ritratto, andato disperso, di Muzio De Metz e a quello di Ulisse De Matteis, quest'ultimo presso la Galleria d’Arte Moderna di Palazzo Pitti, accolti con un certo favore, anche se l'incostanza delle scelte di Visconti aveva turbato il suo maestro Mussini.
Nell’ottobre di quello stesso anno partì per Roma anche se, lungo il viaggio di fermò ad Arezzo, Perugia ed Assisi, per studiare gli affreschi di Giotto, dai quali rimase molto impressionato. A Roma, dove venne ospitato presso l’amico Amos Cassioli, iniziò copiando Raffaello e visitò gli studi dei pittori romani Tommaso Minardi e Nicola Consoni. Lavorò al Buon Samaritano (poi diventato il Cattivo levita) e, facendo qualche bozzetto a olio, sembra probabile che tra essi vi sia la Ciociarella, conservata presso il Museo Cassioli di Asciano.
Non sono note le vicende degli ultimi anni della sua vita, dei cambiamenti di idee sul concorso a tema storico indetto dal governo toscano cui lavorò soltanto poco prima della scadenza e il cui cartone Mario vincitore dei Cimbri fu esposto alla mostra fiorentina nel 1860, dalle poche pennellate del Giuramento della Lega Lombarda, voluto del vecchio maestro Mussini che raccolse delle sottoscrizioni negli ambienti senesi, fino all'incompiuta figura maschile ad olio Bagnante e una Strage degli innocenti, anche queste al Museo Cassioli, dove già si nota una evoluzione rispetto al purismo.
Nel 1861 annegò nel Tevere, aveva 31 anni. Secondo una fonte ciò sarebbe accaduto a causa di una convulsione di natura epilettica. Giunse l'amico scultore Tito Sarrocchi con il compito di compilare l’inventario delle opere e degli oggetti presenti nello suo studio, compreso un album di caricature, considerato raro, conservato alla Biblioteca comunale degli Intronati di Siena. Sarrocchi stesso eseguì il monumento funebre con il profilo di Visconti collocato a Siena nella Basilica di San Domenico, in seguito andato disperso.
Molte opere di Visconti furono esposte a Firenze nel 1861, successivamente Luigi Mussini acquisì le opere, carte e disegni per destinarle all'Istituto d'Arte di Siena.